# Arrondissement de Djibanar
L'arrondissement de Djibanar est l'un des arrondissements du Sénégal. Il est situé dans le département de Goudomp et la région de Sédhiou, en Casamance, dans le sud du pays.
Il a été créé par un décret du 10 juillet 2008.
Il compte cinq communautés rurales :
- Communauté rurale de Yarang Balante
- Communauté rurale de Mangaroungou Santo
- Communauté rurale de Simbandi Balante
- Communauté rurale de Djibanar
- Communauté rurale de Kaour

Son chef-lieu est Djibanar.